# Календула лекарственная
Ноготки́ лека́рственные, или кале́ндула лекарственная (лат. Caléndula officinális) — травянистое растение, вид рода Календула семейства Астровые (Asteraceae).

## Распространение и экология
Натурализировано и культивируется повсеместно в умеренном климате Европы, Азии и Австралии. Родина растения неизвестна, по другим данным календула — аборигенный вид Испании.
Растение светолюбиво, холодостойко (выдерживает заморозки до −5 °C), неприхотливо.

## Ботаническое описание

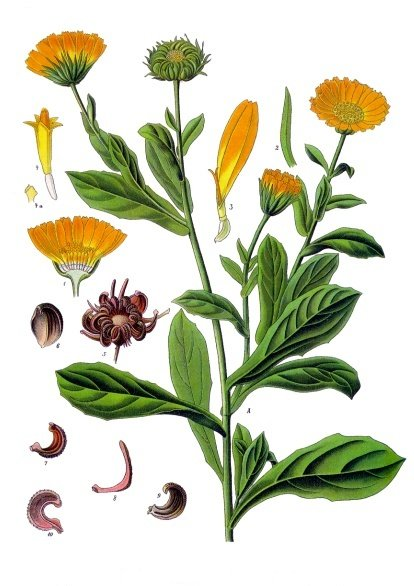
Календула лекарственная.

Однолетнее или двулетнее прямостоячее травянистое растение высотой от 20 до 75 см. Корень стержневой.
Побеги толстые, ребристые, светло-зелёные, опушённые липкими железистыми волосками. Листья простые, очерёдные, светло-зелёные, удлинённые или овальные, опушены редкими жёсткими волосками.
Обёртка однорядная, с узкими листочками. Язычковые цветки — жёлтые или оранжевые, сверху блестящие, с нижней стороны матовые; трубчатые — мелкие, жёлтые, оранжевые или тёмно-коричневые. Соцветия — корзинки диаметром 5—6 см.
Плоды — семянки разной формы и величины.
Все части растения имеют резкий аромат.

Цветёт с июня до осенних заморозков. Плоды созревают в июле — сентябре. Размножается семенами.

Части растения
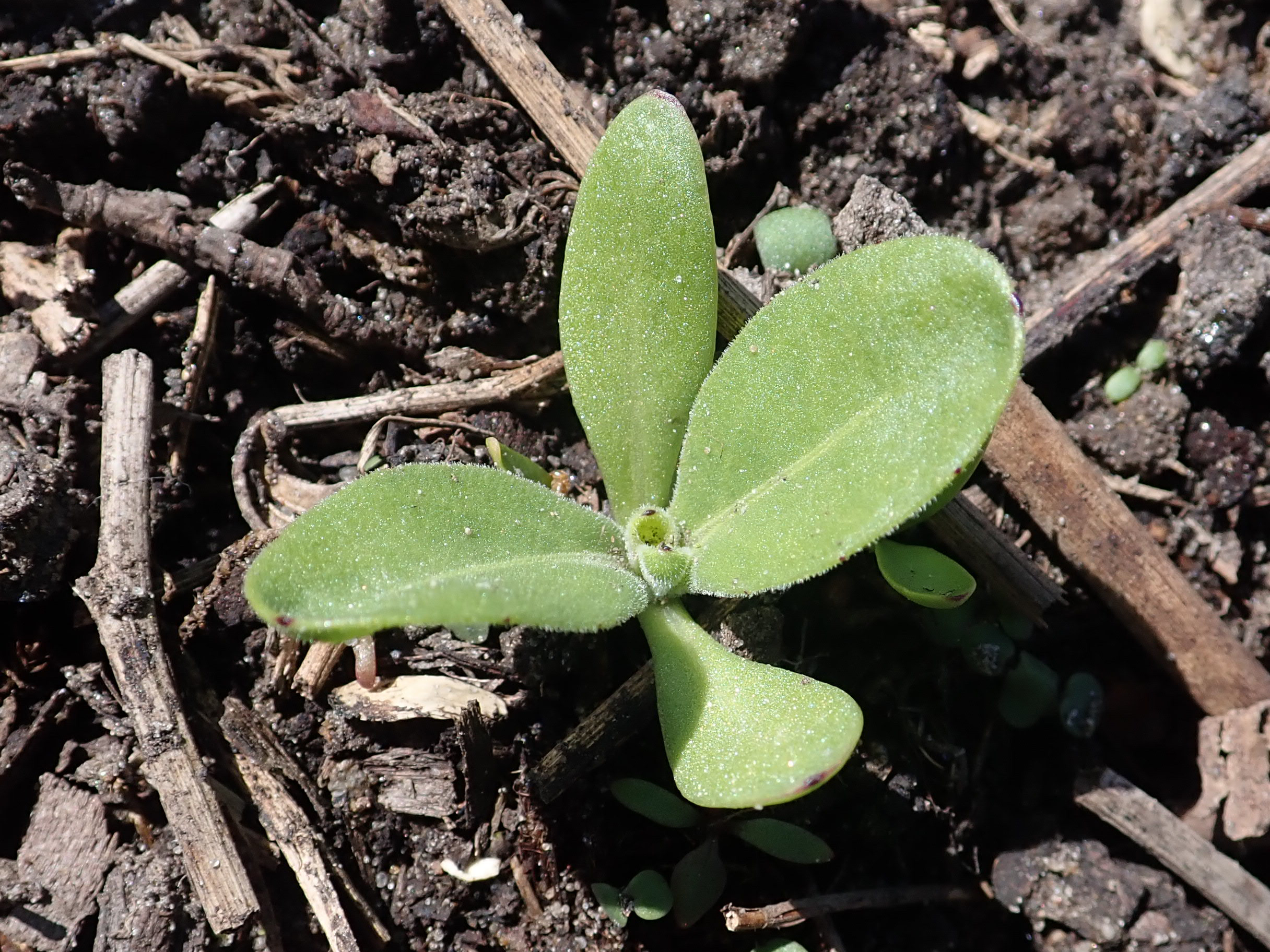
Сеянец
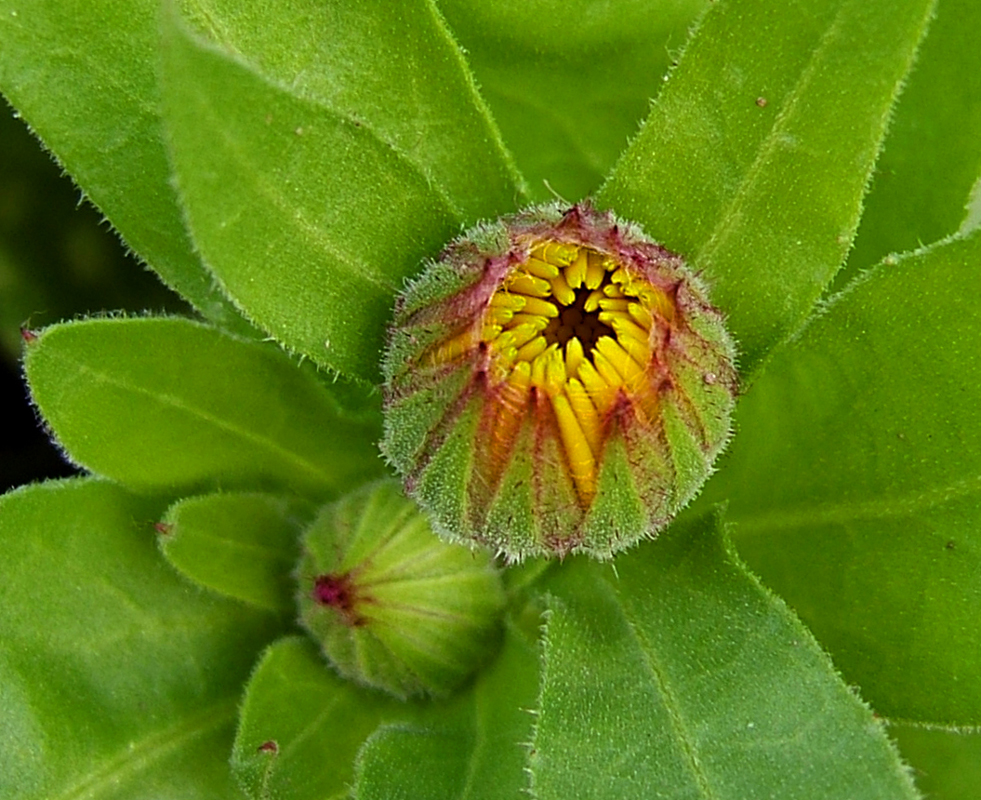
Бутон
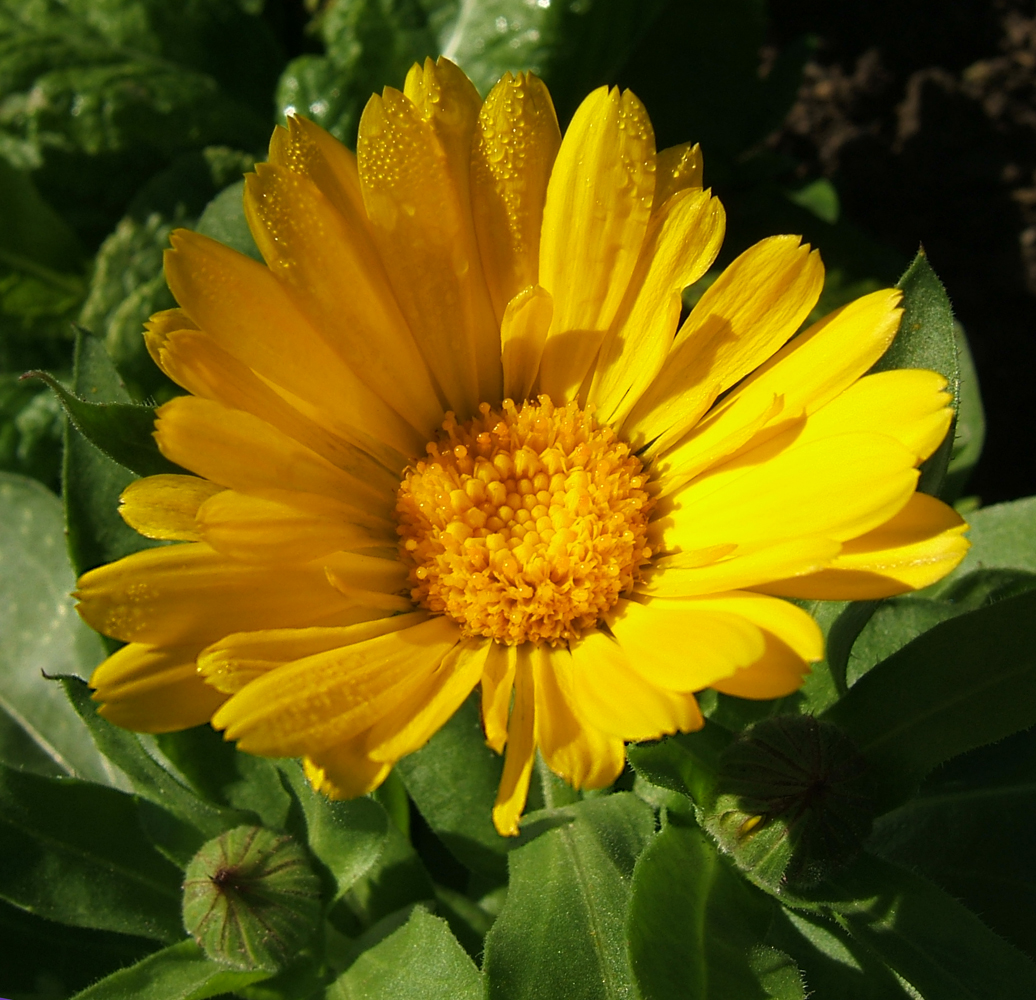
Соцветие
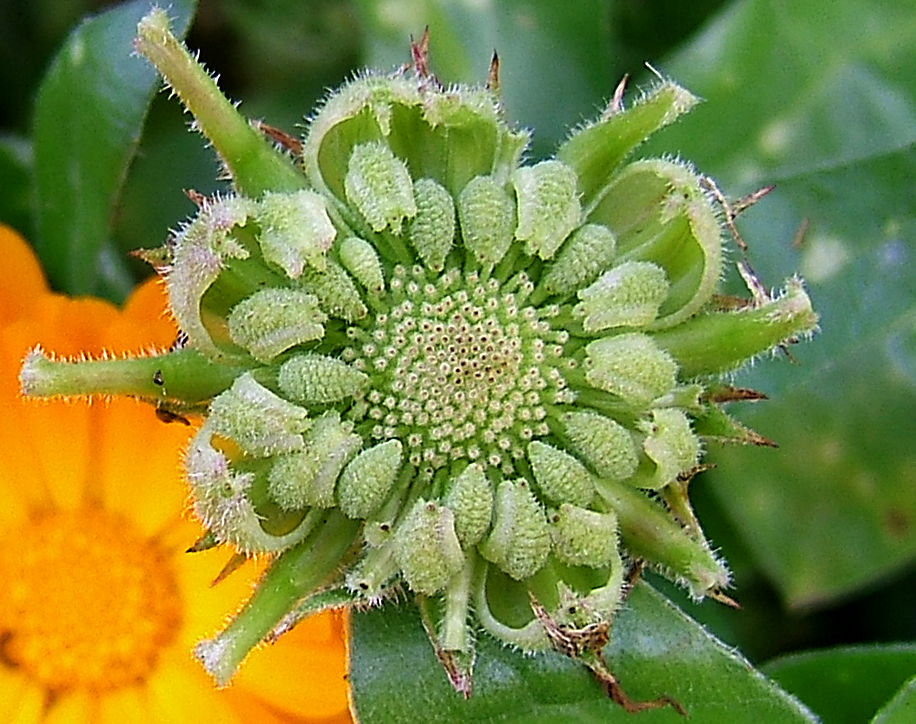
Неспелое соплодие
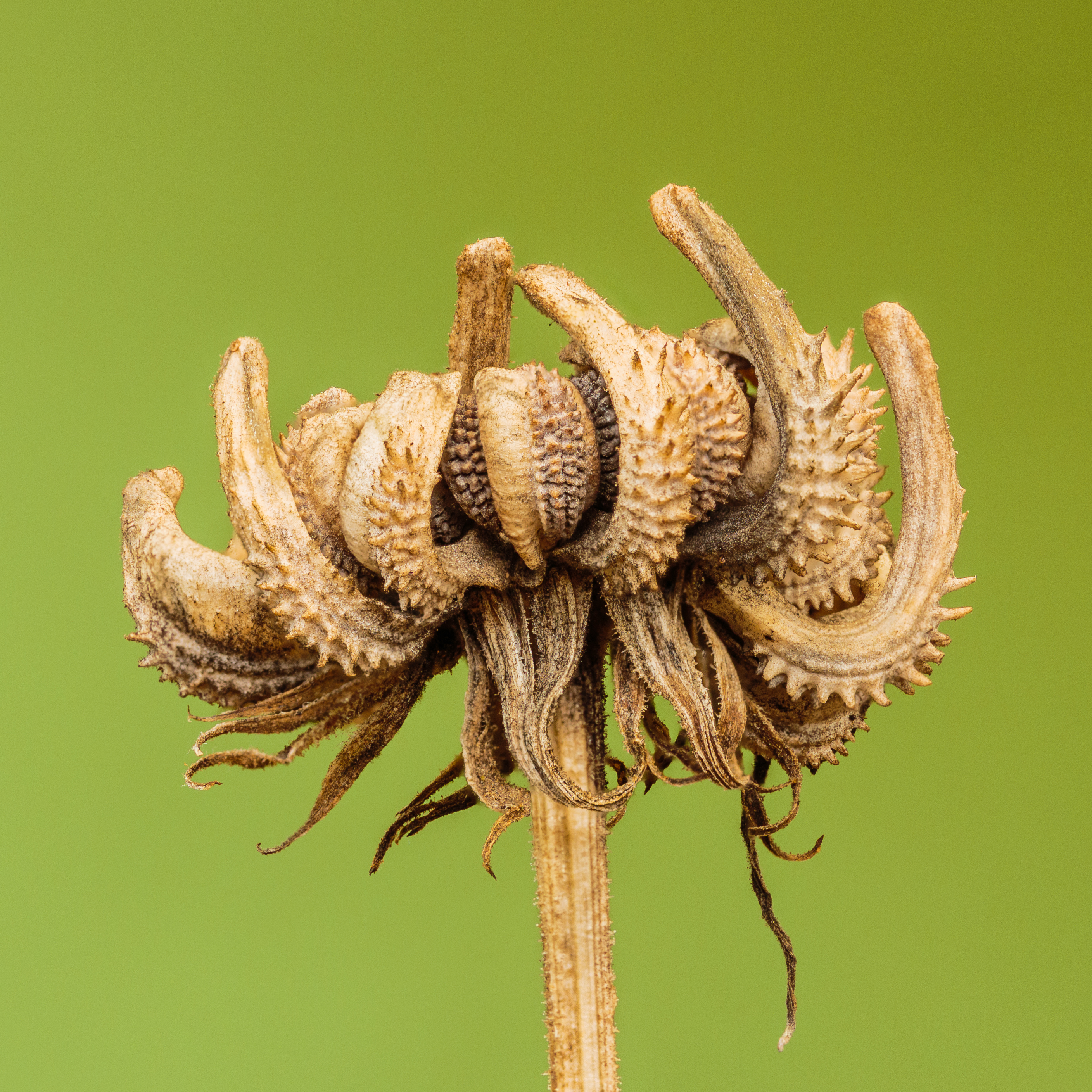
Высохшее соплодие
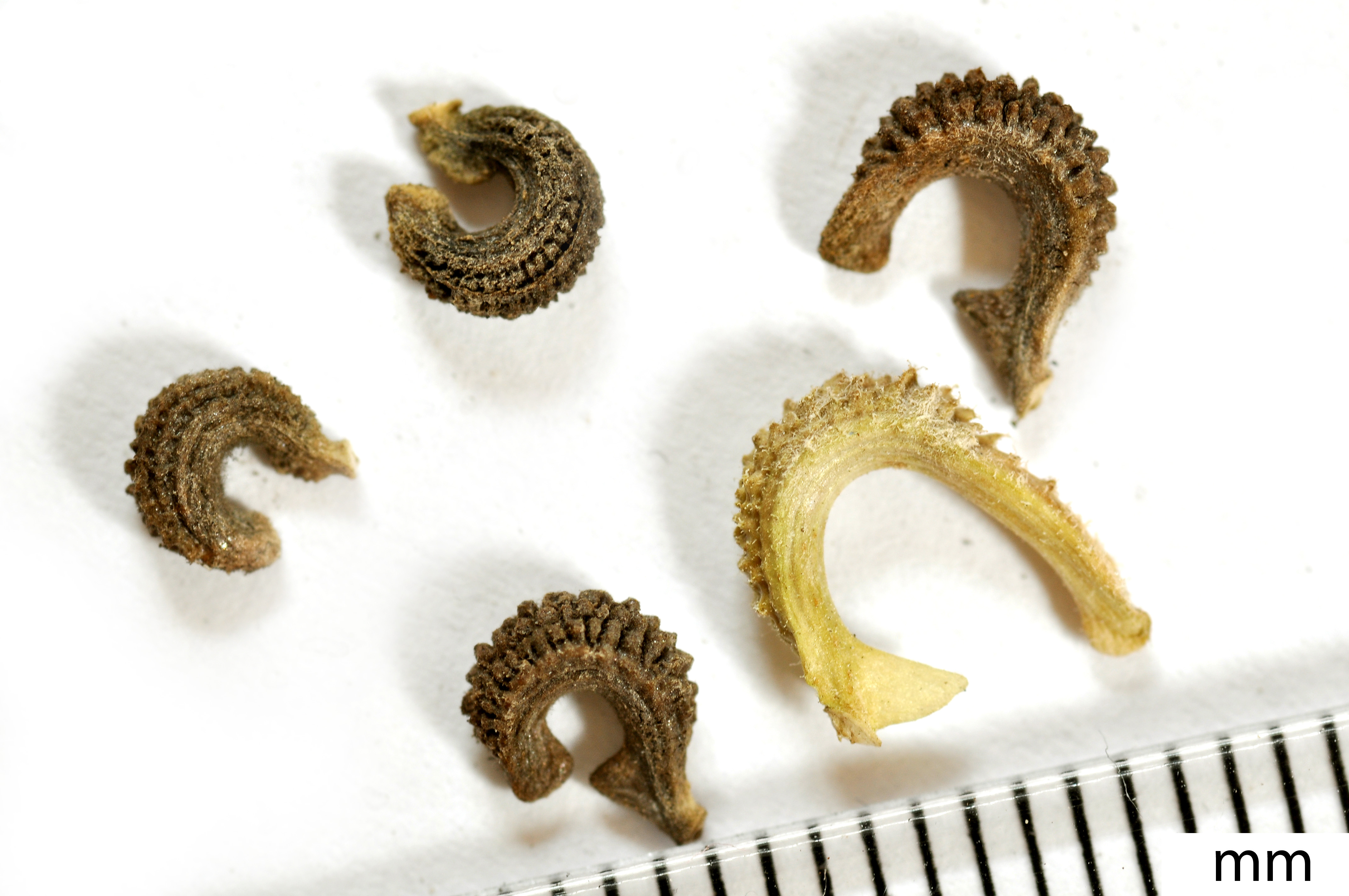
Семена
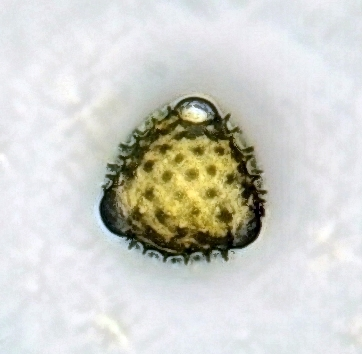
Пыльца

## Значение и применение

### Декоративное растение
Календула выращивается на приусадебных участках, в основном, как декоративное растение, в том числе на срезку. Выращивают на клумбах, рабатках. Низкорослые сорта используют в бордюрах и балконных ящиках.

Сорта календулы лекарственной чрезвычайно разнообразны по окраске: от бледно-бежевого до красно-оранжевого, широко распространены сорта с махровыми цветками.  

Различные сорта календулы
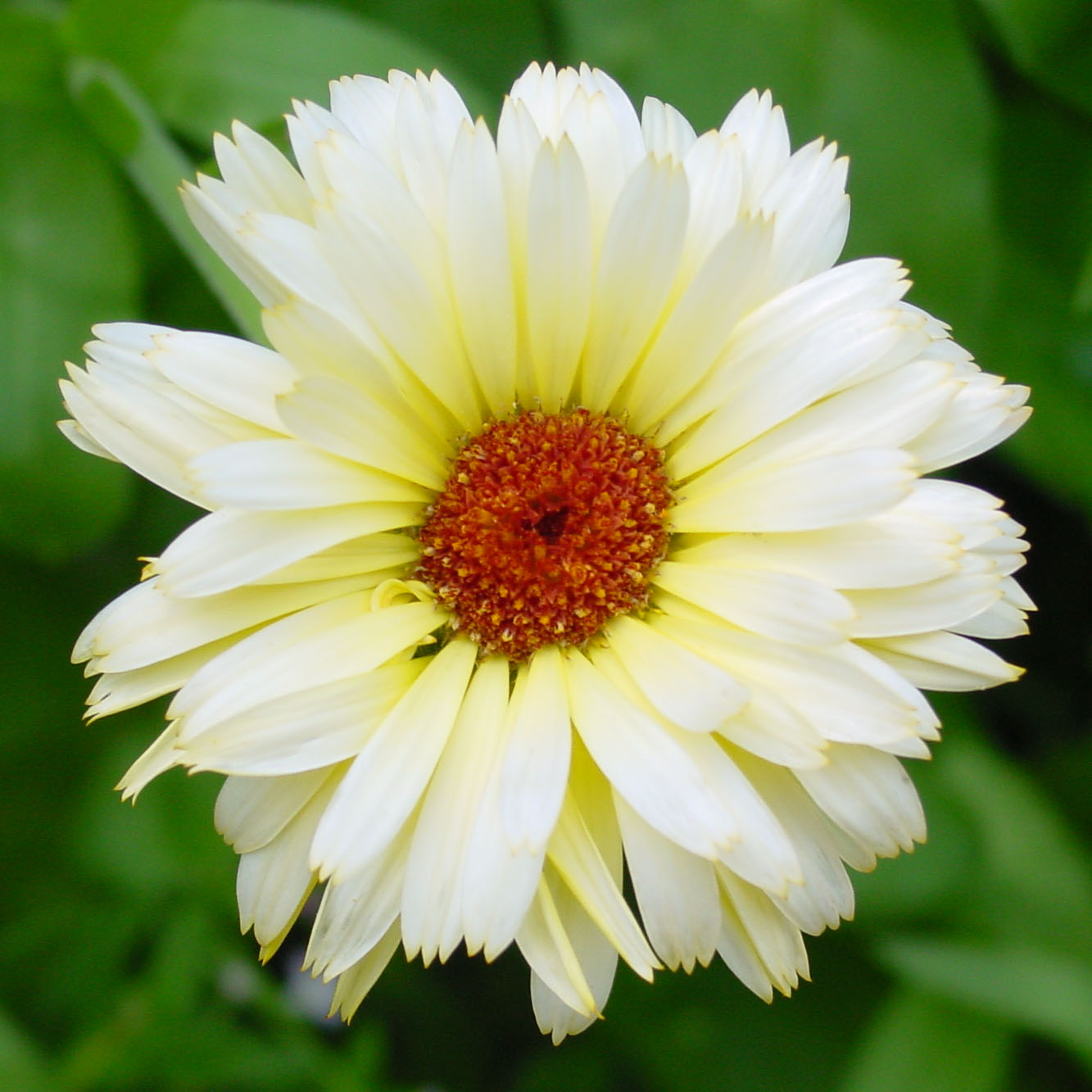
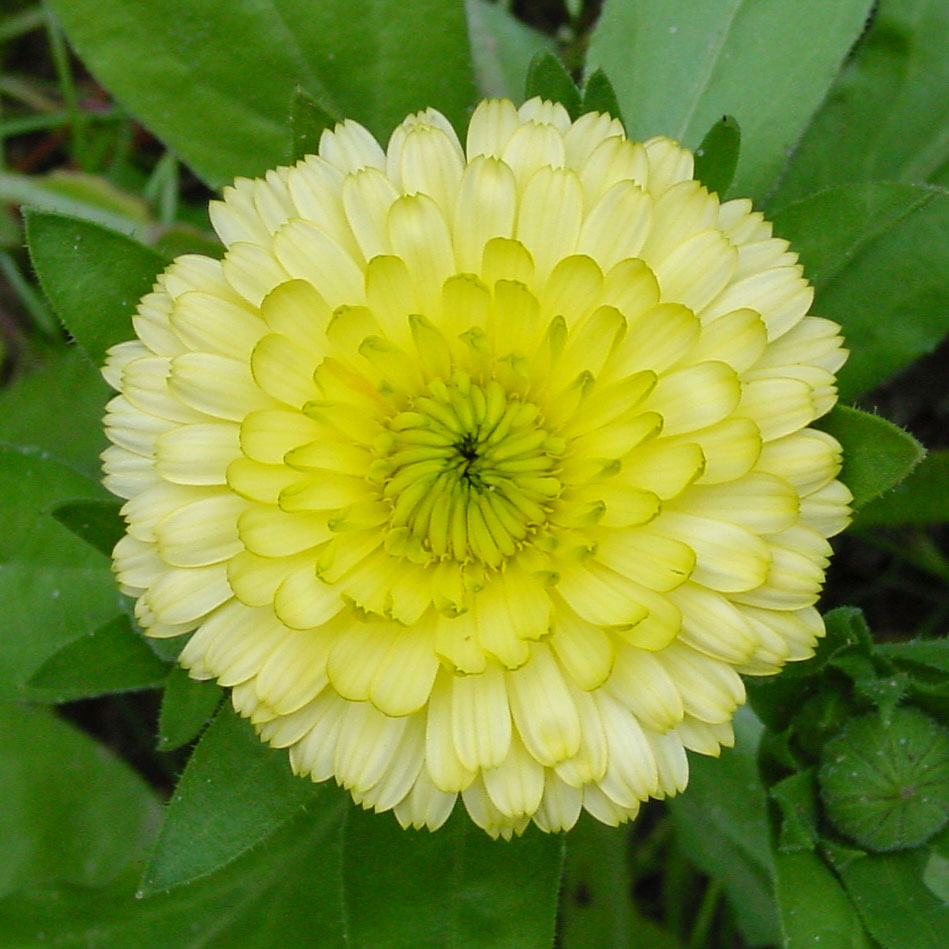
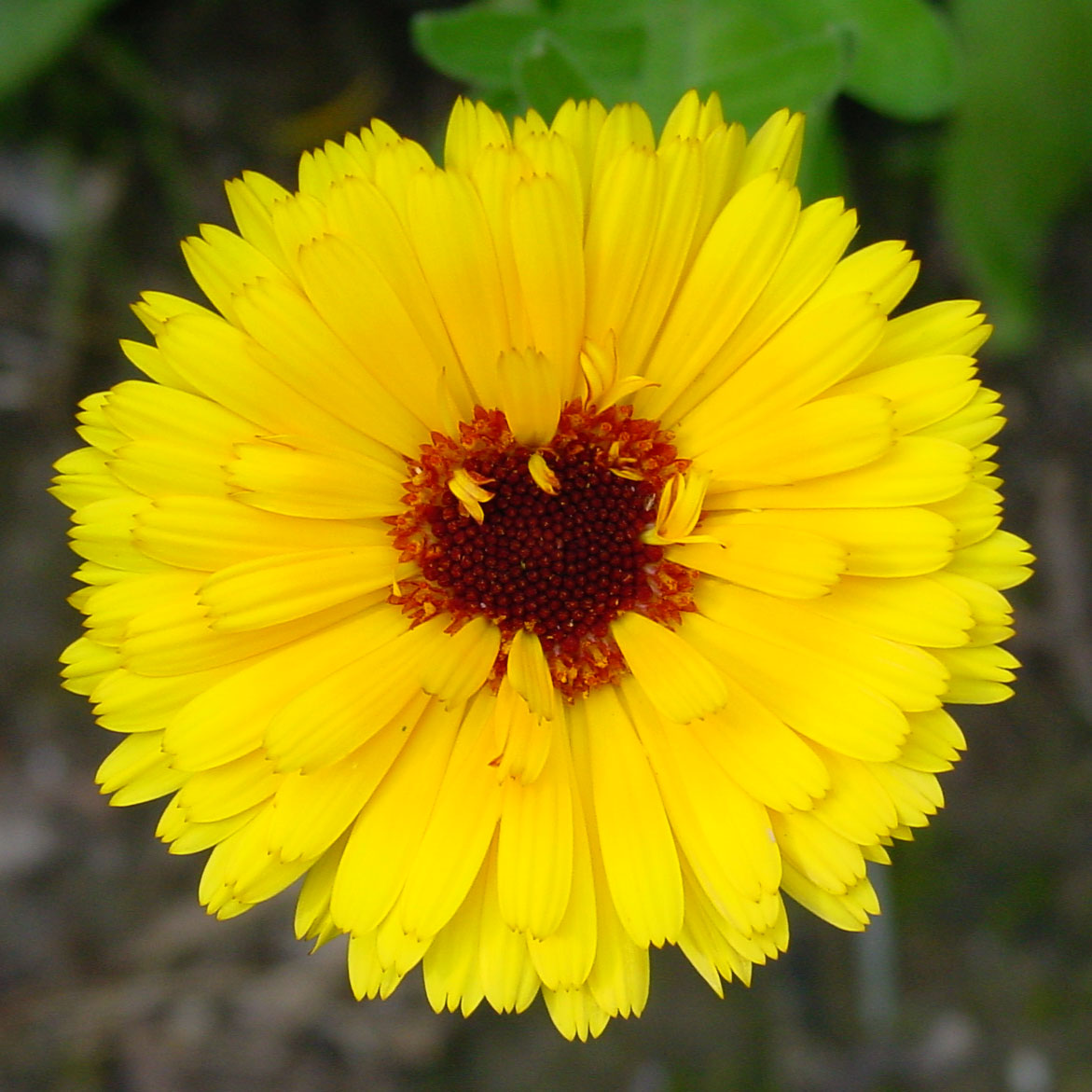
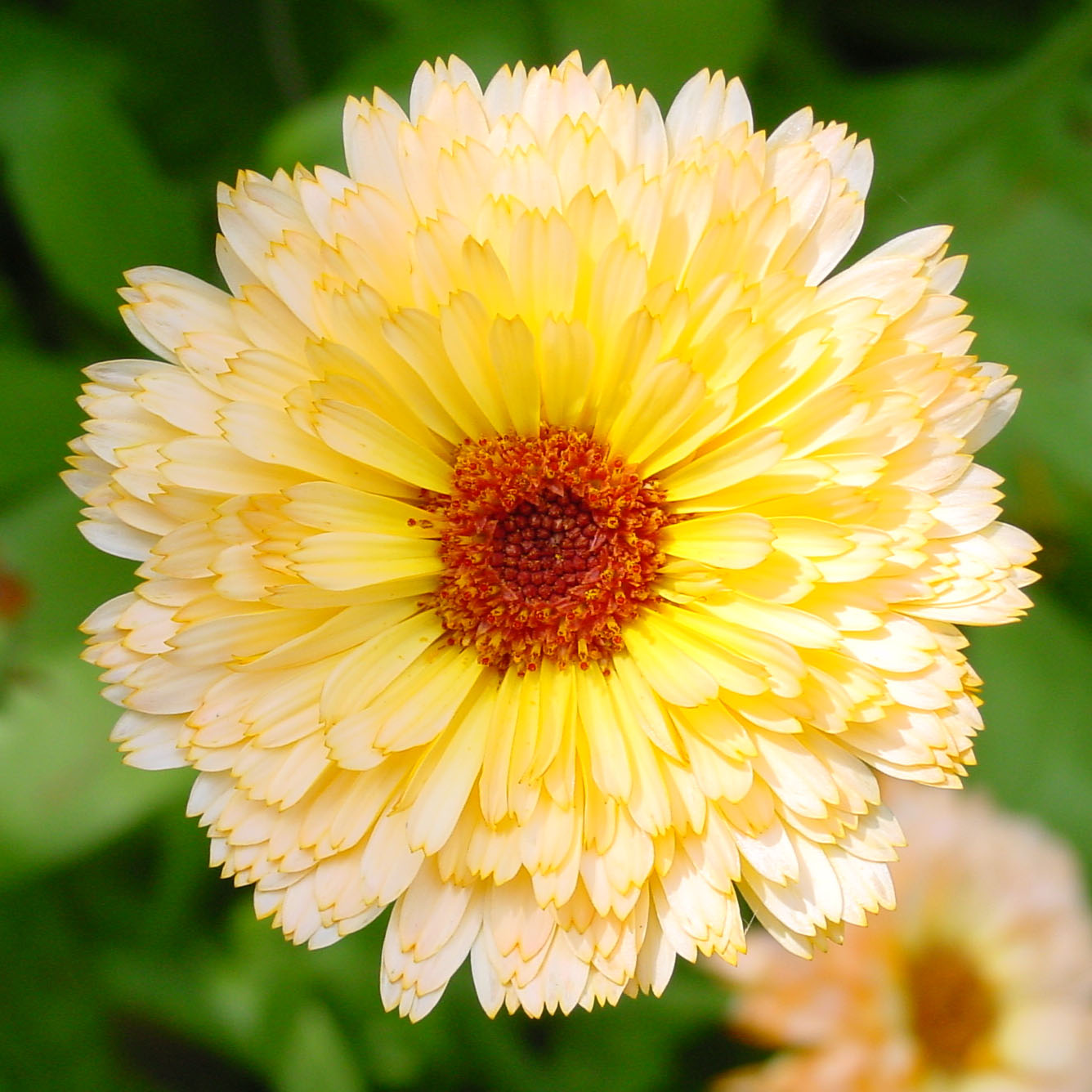
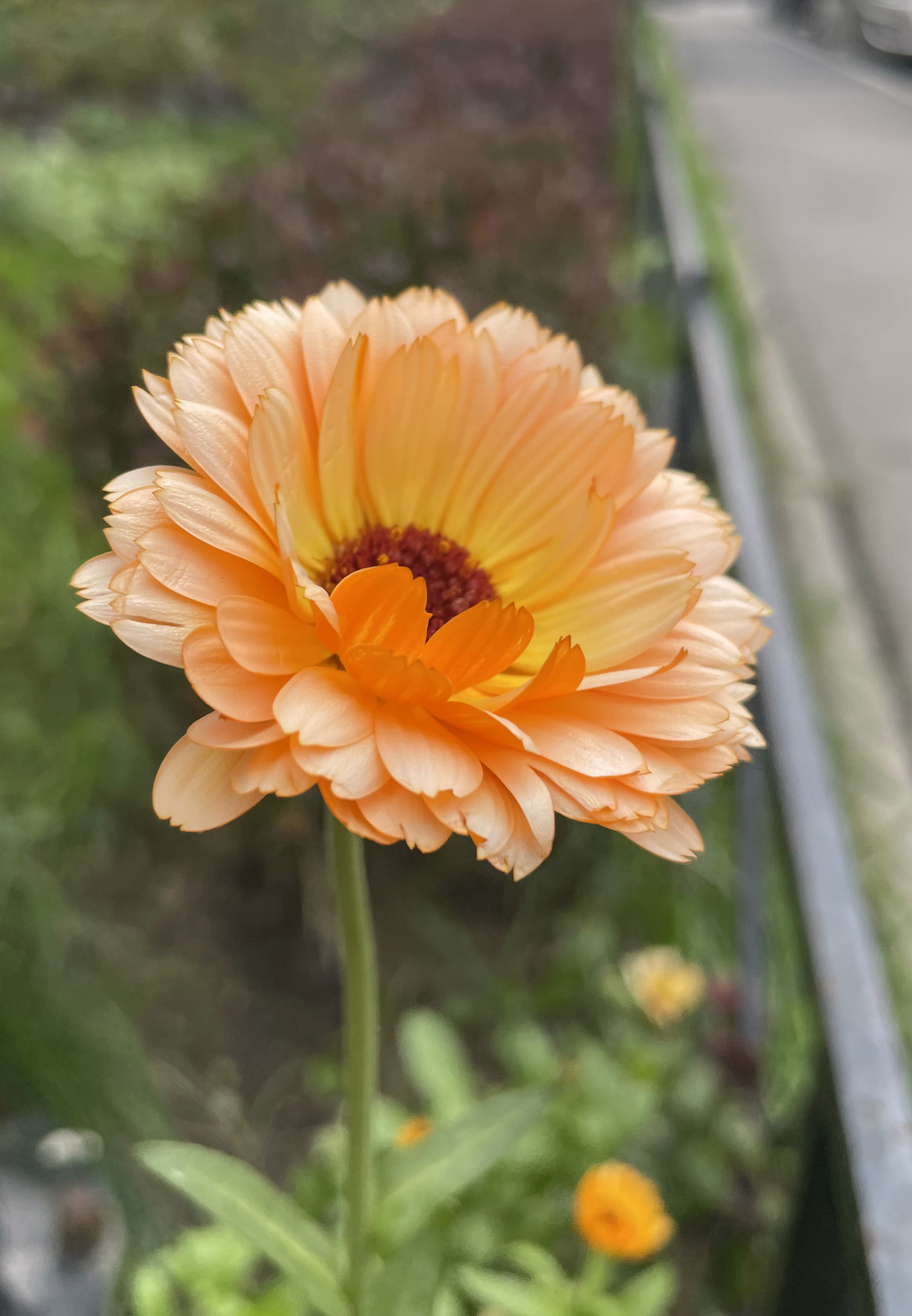
Сорт «Розовый сюрприз»
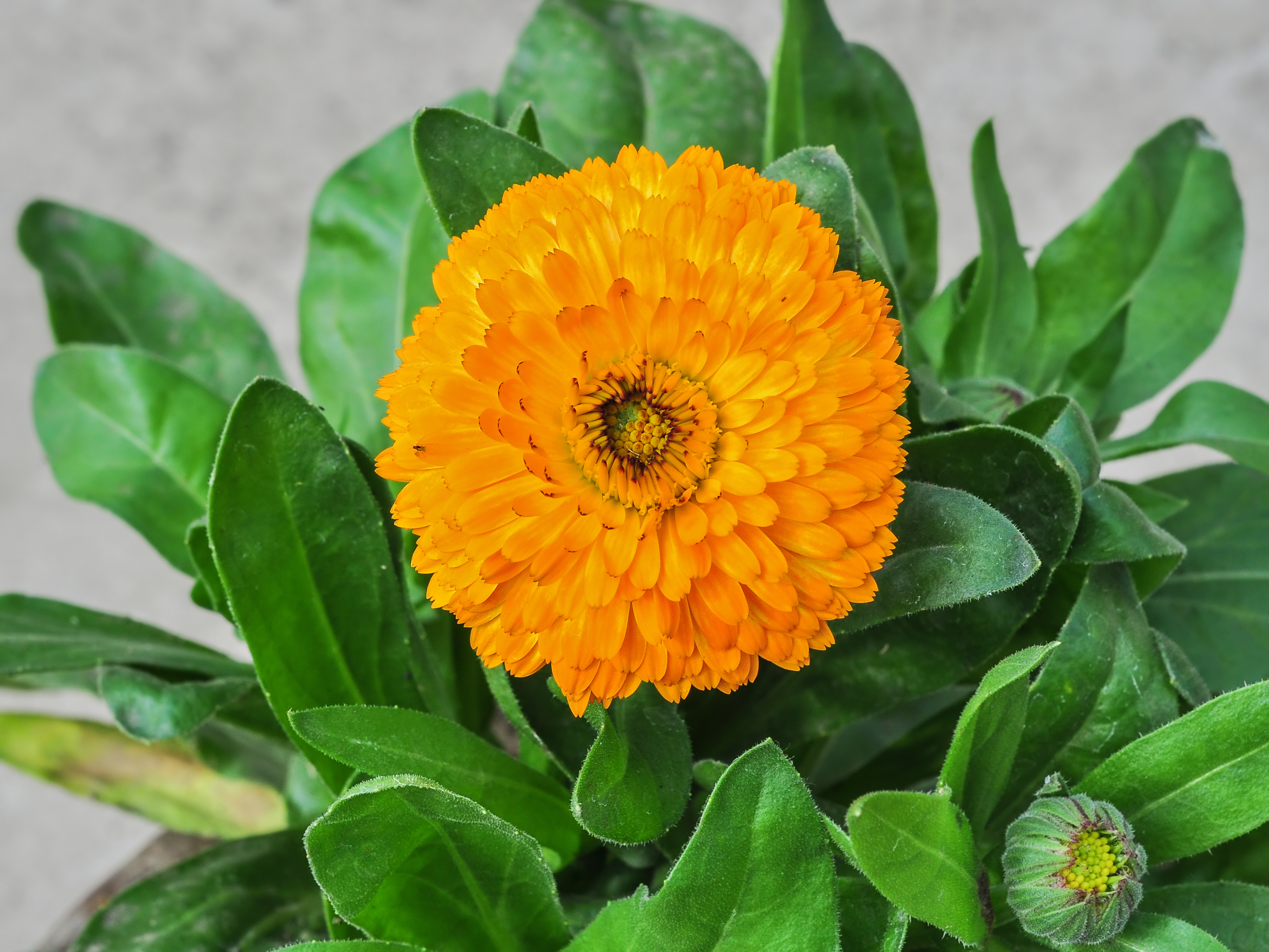
Махровый сорт
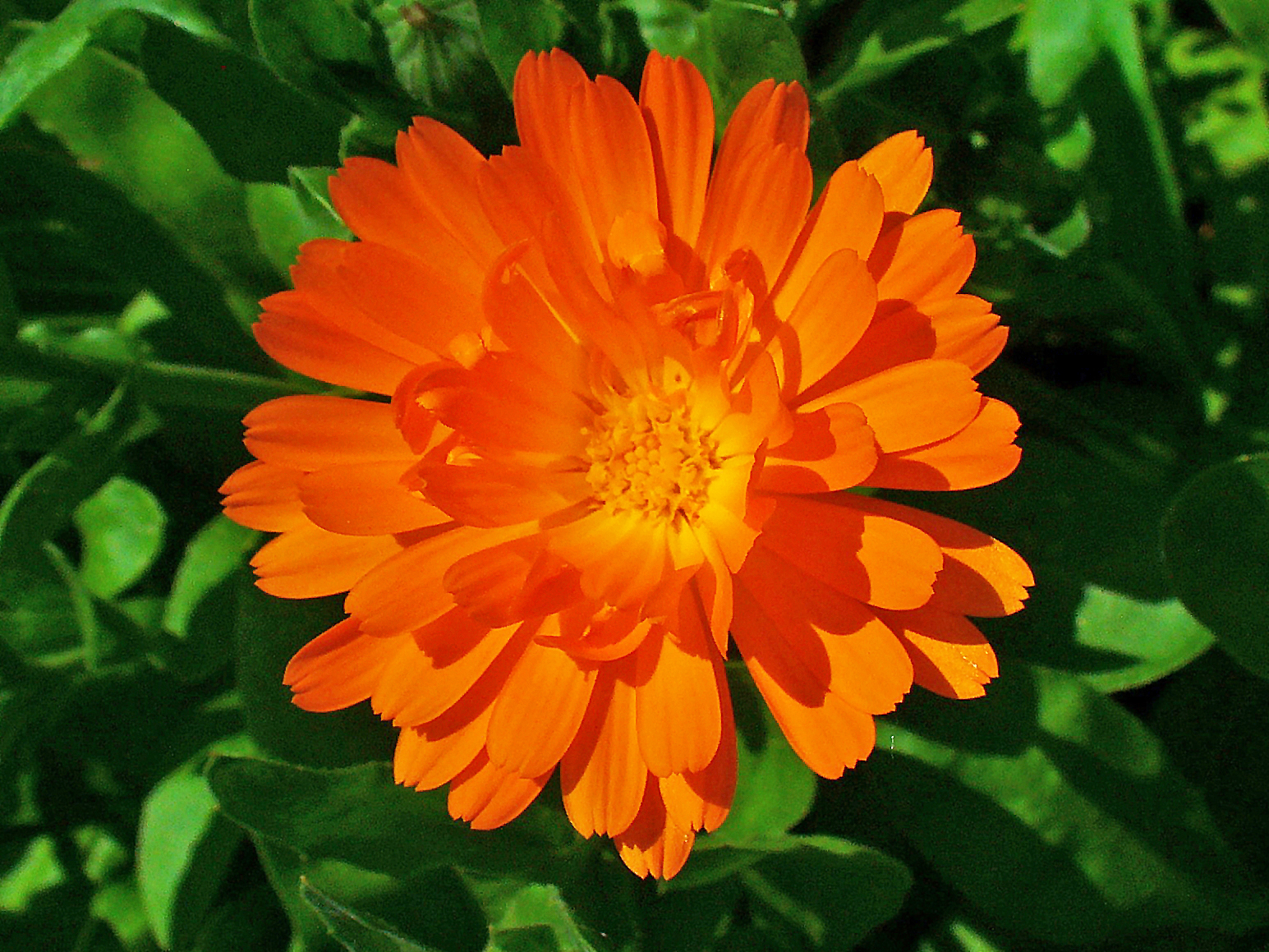
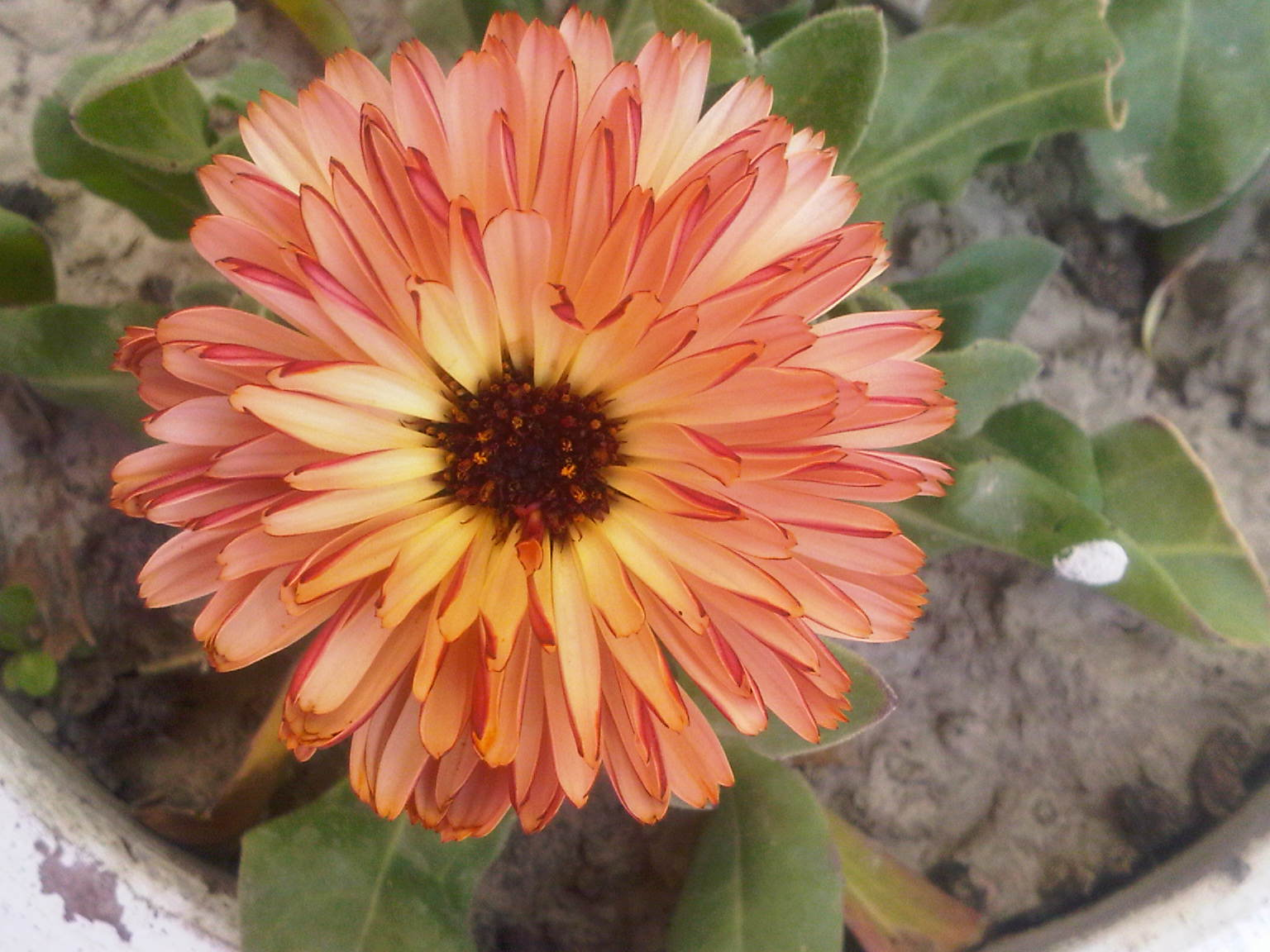
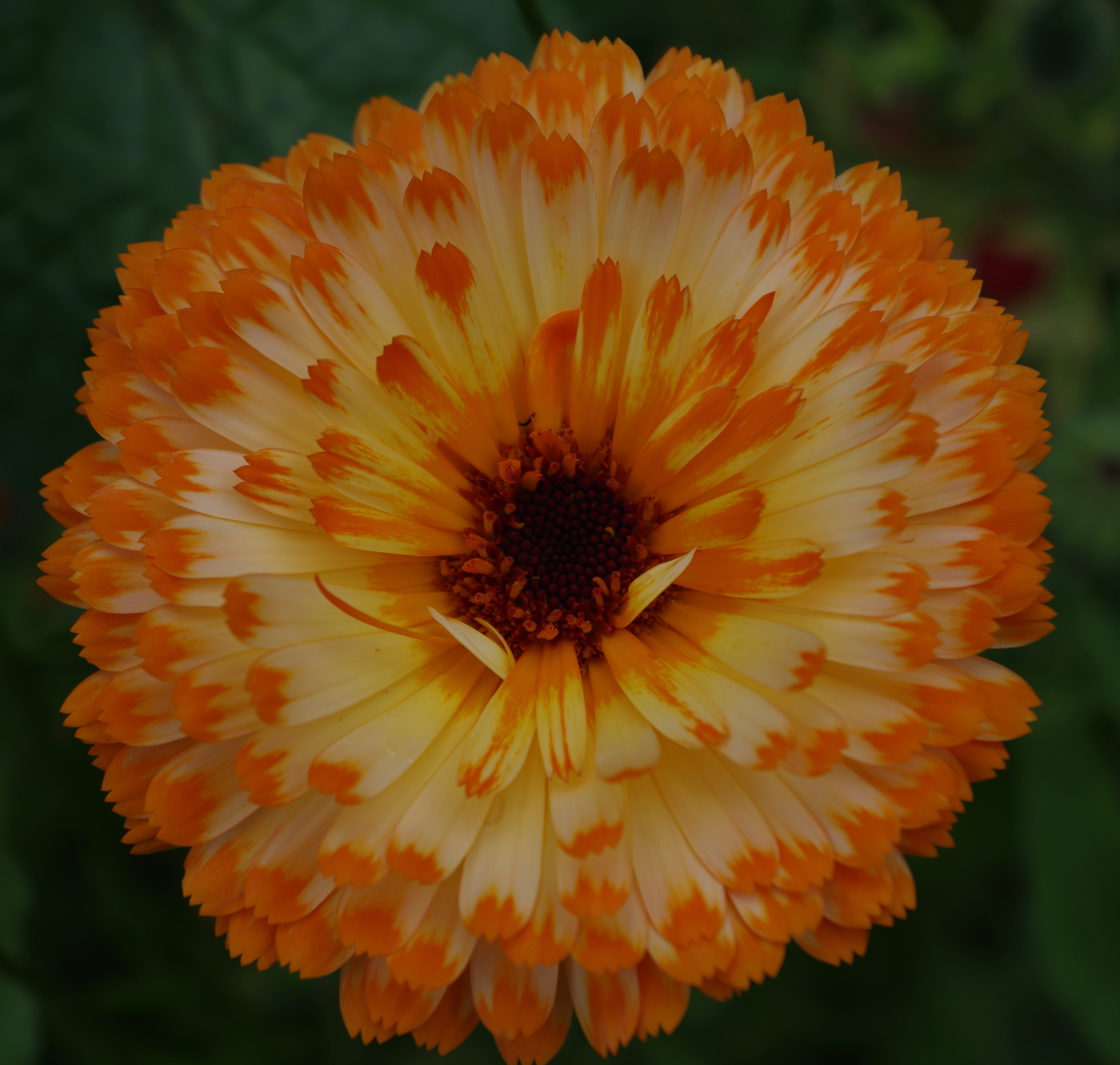

### Хозяйственное значение
В садах и огородах календулу высаживают как растение-репеллент, так как она своими фитонцидами отпугивает насекомых-вредителей: гусениц, проволочника, клещей, колорадских жуков, спаржевую трещалку, нематод.
Соседство календулы с астрами предупреждает развитие у последних чёрной ножки.
Аллелопатические особенности: корни календулы выделяют вещества, которые при близкой посадке могут задерживать рост, например, редиса, базилика.
Календулу используют в качестве сидерата и на корм животных.

### Пищевое применение
Употребляют для ароматизации и окраски сыра и масла, как приправу к разным блюдам и в качестве гарнира к супам, салатам, тушёным блюдам.

Из книги Я. Кибала «Специи и пряности»:
Календулин прекрасно растворяется в жирах, а поэтому, если мы хотим придать красивый оттенок тесту, надо сначала проварить в молоке лепестки календулы.
Наибольшей популярностью пользовались ноготки в средние века, когда было принято подкрашивать ими супы. Приписывалась им и лекарственная сила. «Один только взгляд, брошенный на ноготки, прогоняет плохое настроение и укрепляет зрение, — написано в одной старой книге. — Девушки плетут из них венки, которыми украшают себя в день рождения или именин, чтобы их головки были обрамлены в жёлтые и красные цвета».
Ноготки развернут свои венчики рано утром — к ясной погоде, если позже — то дождь, гроза. Народная примета.

### Лечебное применение
Цветы использовались в древнегреческой, римской, ближневосточной и индийской культурах в качестве лекарственного растения. Многие из этих применений сохраняются и сегодня.

#### Традиционная медицина

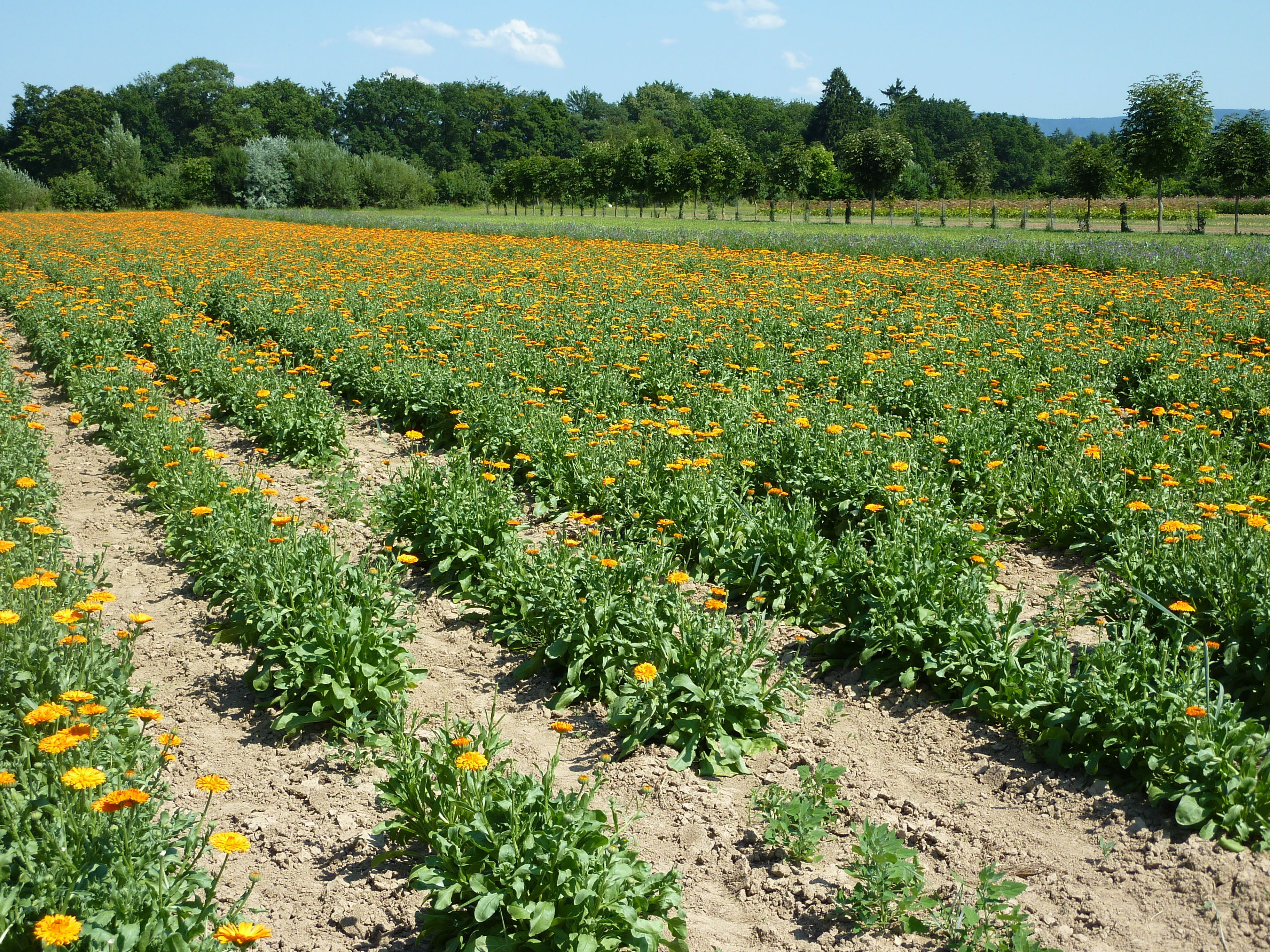
Поля календулы

В традиционной медицине применяют как ранозаживляющее, бактерицидное и противовоспалительное средство: настой — как желчегонное, настойка — при ангине, желудочно-кишечных заболеваниях, воспалительных процессах печени, для лечения пародонтоза; мазь — при ушибах, порезах, фурункулёзе, ожогах, дезинфицирует раны; препарат «Калефлон» — как противоязвенное средство.
Препараты, изготовленные на основе календулы, оказывают успокаивающее действие на центральную нервную систему, снижают рефлекторную возбудимость, обладают бактерицидным свойством в отношении ряда возбудителей, особенно стафилококков и стрептококков.

#### Доказательная медицина
Фармакологические исследования растений показали, что экстракты календулы могут обладать противовирусными, антигенотоксическими и противовоспалительными свойствами INVITRO. В анализе in vitro метанольный экстракт C. officinalis продемонстрировал антибактериальную активность, а как метаноловый, так и этанольный экстракты показали противогрибковую активность.

#### Лекарственное сырьё
Как лекарственное растение выращивается на промышленных плантациях.
В качестве лекарственного сырья используются цветки ноготков (лат. Flores Calendulae). Цветки собирают многократно с начала цветения до заморозков через 3–5 дней. Сушат в сушилках при температуре 50–60 °C, реже в воздушных сушилках или под навесами при хорошем проветривании. Срок годности сырья 2 года.
В надземной части растения содержатся горечи, дубильные вещества, фитонциды; в семенах — жирное масло и алкалоиды; цветки ноготков содержат эфирное масло, каротиноиды (α- и β-каротины, ликопин, лютеин, виолаксантин и др.), флавоноиды, сапонины, салициловую кислоту, смолы, слизь, органические кислоты, следы алкалоидов.

## Классификация

### Таксономия[14]
Calendula officinalis L., 1753, Sp. Pl. : 921

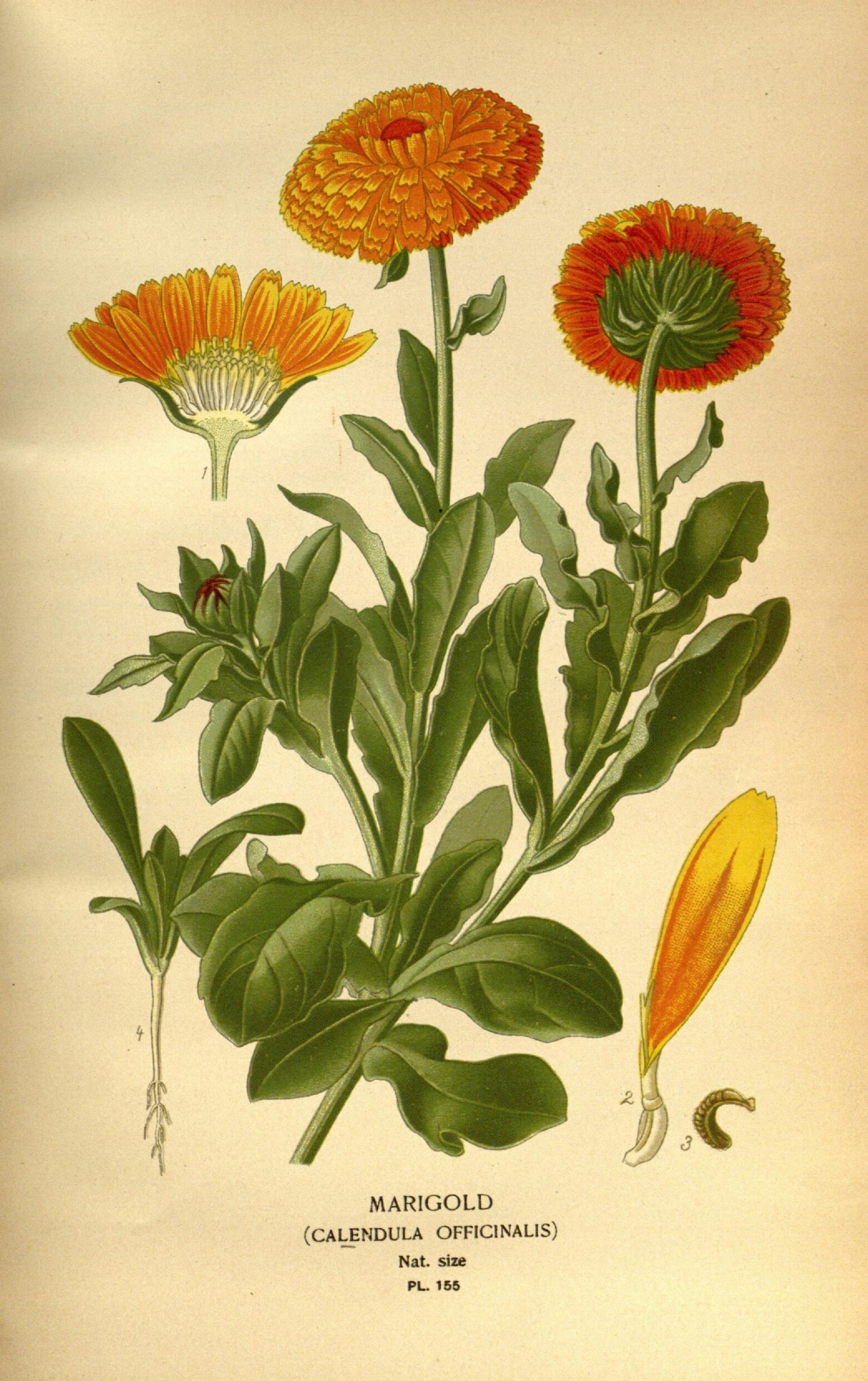
из книги «Favourite flowers of garden and greenhouse», том 2, 1897 г.

Вид Календула лекарственная относится к роду Календула (Calendula) семейства Астровые (Asteraceae) порядка Астроцветные (Asterales). Кладограмма в соответствии с Системой APG IV:
|  |                                      |  |                                   |                                   |                    |  | ещё 10 семейств | ещё 10 семейств |                         |  |  |  | еще 11 подтвержденных и 25 в статусе "непроверенных" видов и инфравидовых таксонов |
|  |                                      |  |                                   |                                   |                    |  | ещё 10 семейств | ещё 10 семейств |                         |  |  |  | еще 11 подтвержденных и 25 в статусе "непроверенных" видов и инфравидовых таксонов |
|  |                                      |  |                                   | порядок Астроцветные              |                    |  |                 |                 | род Календула           |  |  |  |                                                                                    |
|  |                                      |  |                                   | порядок Астроцветные              |                    |  |                 |                 | род Календула           |  |  |  |                                                                                    |
|  | отдел Цветковые, или Покрытосеменные |  |                                   |                                   | семейство Астровые |  |                 |                 | Календула лекарственная |  |  |  |                                                                                    |
|  | отдел Цветковые, или Покрытосеменные |  |                                   |                                   | семейство Астровые |  |                 |                 |                         |  |  |  |                                                                                    |
|  |                                      |  | ещё 63 порядка цветковых растений | ещё 63 порядка цветковых растений |                    |  |                 | ещё 1804 рода   | ещё 1804 рода           |  |  |  |                                                                                    |
|  |                                      |  |                                   | ещё 63 порядка цветковых растений |                    |  |                 |                 | ещё 1804 рода           |  |  |  |                                                                                    |

### Синонимы
- Calendula aurantiaca  Kotschy ex Boiss.
- Calendula eriocarpa  DC.
- Calendula hydruntina  Lanza
- Calendula officinalis f. pleniflora  Moldenke
- Calendula officinalis var. officinalis
- Calendula officinalis var. parviflora  Kuntze
- Calendula officinalis var. prolifera  Hort.
- Calendula prolifera  hort. ex Steud.
- Calendula ranunculodes  hort.
- Calendula santamariae  Font Quer
- Calendula sinuata var. aurantiaca  (Kotschy ex Boiss.) Boiss.
- Caltha officinalis  (L.) Moench

## Агротехника
Нетребовательная и простая культура в возделывании.
Семена высевают в открытый грунт или рассадным способом.
К почвам не требовательная, но предпочитает нейтральные суглинки. На бедных почвах желательно подкормка минеральными удобрениями.
Поражается чёрной пятнистостью, настоящей и ложной мучнистой росой, тлёй.

## Примечания

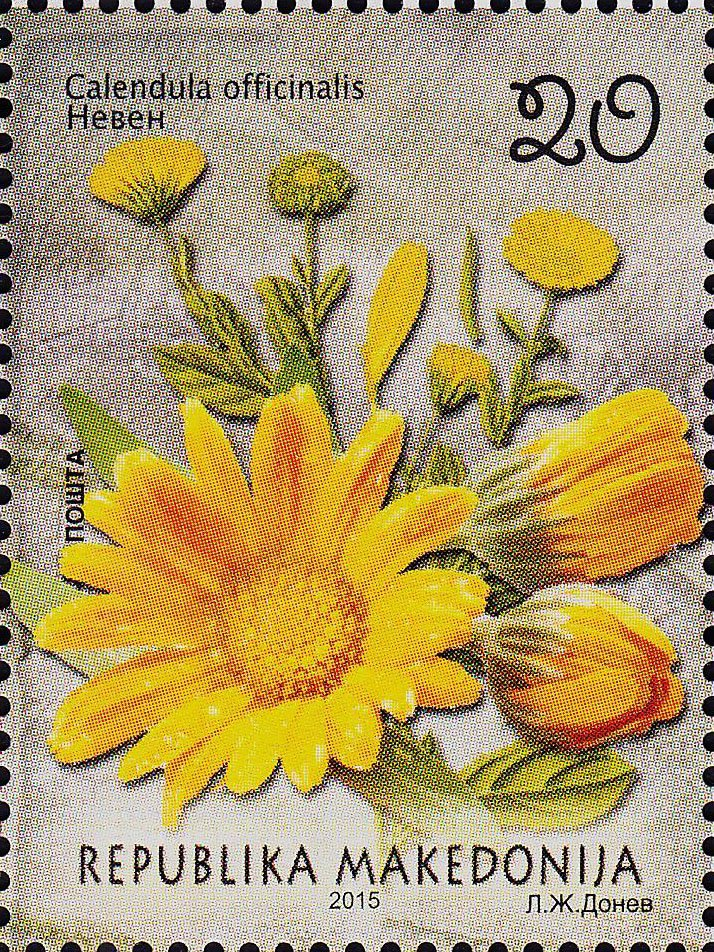
Почтовая марка Македонии